# Александровка (Осиповичский район)
Алекса́ндровка (бел. Аляксандраўка) — деревня в составе Ясенского сельсовета Осиповичского района Могилёвской области Белоруссии.

## Этимология
В основе названия лежит личное имя «Александр» либо производные от него фамилии.

## Географическое положение
Расположена в 19 км на восток от Осиповичей и в 5 км от ж/д станции Татарка, в 115 км от Могилёва, на автодороге Минск — Бобруйск. С северо-востока к деревне примыкает лес. Через деревню пролегает короткая выгнутая улица, по бокам застроенная деревянными домами.

## История
В 1897 году упоминается как урочище Александрово в Замошской волости Бобруйского уезда с 12 дворами и 86 жителями, в 1907 году — с 19 дворами и 130 жителями. В 1917 году упоминаются уже 23 двора со 143 жителями. С февраля по ноябрь 1918 года Александровка была оккупирована германскими войсками, с августа 1919 по июль 1920 года — польскими. В 1932 году здесь был создан колхоз имени С. М. Кирова.
Во время Великой Отечественной войны Александровка была оккупирована немецко-фашистскими войсками с конца июня 1941 года по 28 июня 1944 года; на фронте погибли шестеро жителей.

## Население
- 1897 год — 86 человек, 12 дворов[1]
- 1907 год — 130 человек, 19 дворов[1]
- 1917 год — 143 человека, 23 двора[1]
- 1926 год — 156 человек, 28 дворов[1]
- 1959 год — 34 человека[1]
- 1986 год — 15 человек, 7 хозяйств[1]
- 2002 год — 1 человек, 1 хозяйство[1]
- 2007 год — 1 человек, 1 хозяйство[1]

## Комментарии
1. ↑  Название и ударение даны по: Назвы населеных пунктаў Рэспублікі Беларусь: Магілёўская вобласць: нарматыўны даведнік / І. А. Гапоненка і інш.; пад рэд. В. П. Лемцюговай. — Минск: Тэхналогія, 2007. — С. 68. — 406 с. — ISBN 978-985-458-159-0..